# Бренешть (Тіміш)
Бренешть, Бренешті (рум. Brănești) — село у повіті Тіміш в Румунії. Адміністративно підпорядковане місту Феджет.
Село розташоване на відстані 338 км на північний захід від Бухареста, 79 км на схід від Тімішоари, 148 км на південний захід від Клуж-Напоки.

## Населення
За даними перепису населення 2002 року у селі проживали 575 осіб.
Національний склад населення села:
| Національність | Кількість осіб | Відсоток |
| -------------- | -------------- | -------- |
| румуни         | 385            | 67,0%    |
| українці       | 188            | 32,7%    |

Рідною мовою назвали:
| Мова       | Кількість осіб | Відсоток |
| ---------- | -------------- | -------- |
| румунська  | 408            | 71,0%    |
| українська | 167            | 29,0%    |